# 巴鲁瓦
巴鲁瓦（法語：Barrois，法語發音：[baʁwa]）是法国大東部大區默兹省的一个小型传统地区，大致对应默兹省的西南部。